# 탄중아루 해변

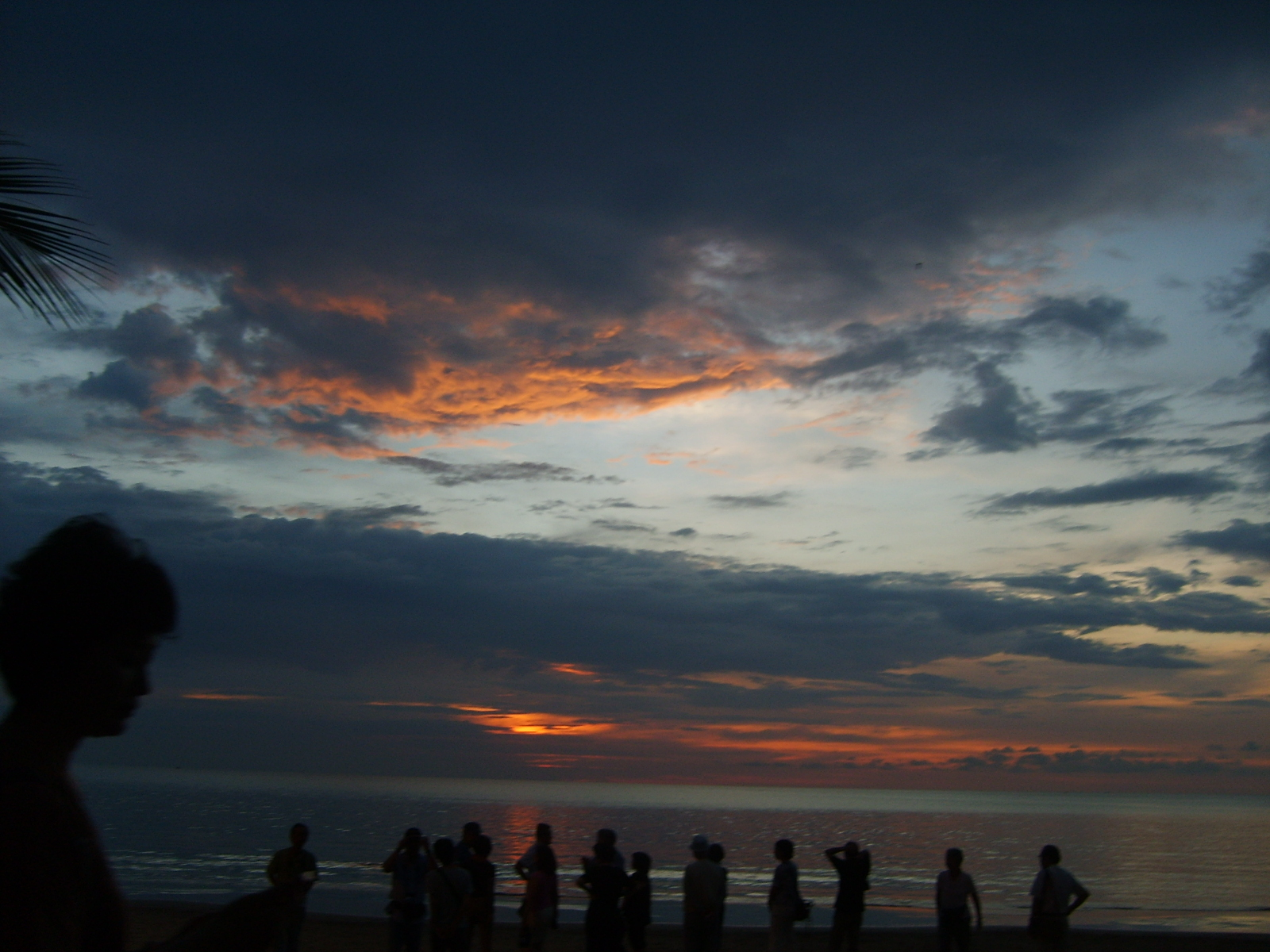
탄중아루 해변

탄중아루(Tanjung Aru)은 말레이시아 코타키나발루에 있는 길이는 약 2km의 해변도시이다.세계3대 석양을 볼 수 있는 곳을 많은 관광객이 찾는다. 탄중아루 샹그릴라 리조트와 굉장히 가깝다.